# Dessauer Polizeiaffäre
Die Dessauer Polizeiaffäre war ein Vorfall bei der Polizeidirektion in Dessau, welche ab 2007 in der Polizeidirektion Sachsen-Anhalt Ost aufging, der im Mai 2007 durch den Berliner Tagesspiegel-Redakteur Frank Jansen aufgedeckt wurde.

## Die Ereignisse
Drei Polizeibeamte im Fachkommissariat „Polizeilicher Staatsschutz“ wurden von ihrem Vorgesetzten Hans-Christoph Glombitza, dem damaligen stellvertretenden Polizeipräsidenten von Dessau, während einer dienstlichen Besprechung im Februar 2007 aufgefordert, die Erfassung rechtsextremer Straftaten zu bremsen. Über die Ergebnisse der Diskussion, in der unter anderem gesagt wurde, „dass man nicht alles sehen müsse“, „man könne auch langsamer schreiben“, (z. B. einen Bericht) und bezüglich der offiziellen politischen Kampagne gegen Rechtsextremismus des Innenministers von Sachsen-Anhalt, Holger Hövelmann, „hingucken“. „Das dürfen Sie alles nicht so ernst nehmen, das ist doch alles für die Galerie.“ Darüber fertigten die drei Polizisten ein „Gedächtnisprotokoll“ an. Dieses Protokoll führte u. a. dazu, dass die drei Beamten nicht mehr dort arbeiten durften.
Die Fraktion der Linken im Landtag von Sachsen-Anhalt setzte diesbezüglich einen Parlamentarischen Untersuchungsausschuss durch. Die Eröffnung eines Strafverfahrens wegen Strafvereitelung im Amt (§ 258a Strafgesetzbuch) wurde von der zuständigen Staatsanwaltschaft nach Aktenlage abgelehnt.

## Weitere Vorfälle bei der Polizei in Dessau
Bei der Polizei in Dessau-Roßlau ist es wiederholt zu erheblichen Vorfällen auch in Verbindung mit Todesfällen gekommen. Ein Übersicht findet sich im Artikel Vorfälle bei der Polizei in Dessau-Roßlau nach 1990.